# پیتر بکر (زیست‌شناس)
پیتر بکر (انگلیسی: Peter Becker؛ زادهٔ ۱۲ سپتامبر ۱۹۵۸) دانشمند در زمینه زیست‌شناسی مولکولی اهل آلمان است.